# Киль (анатомия)

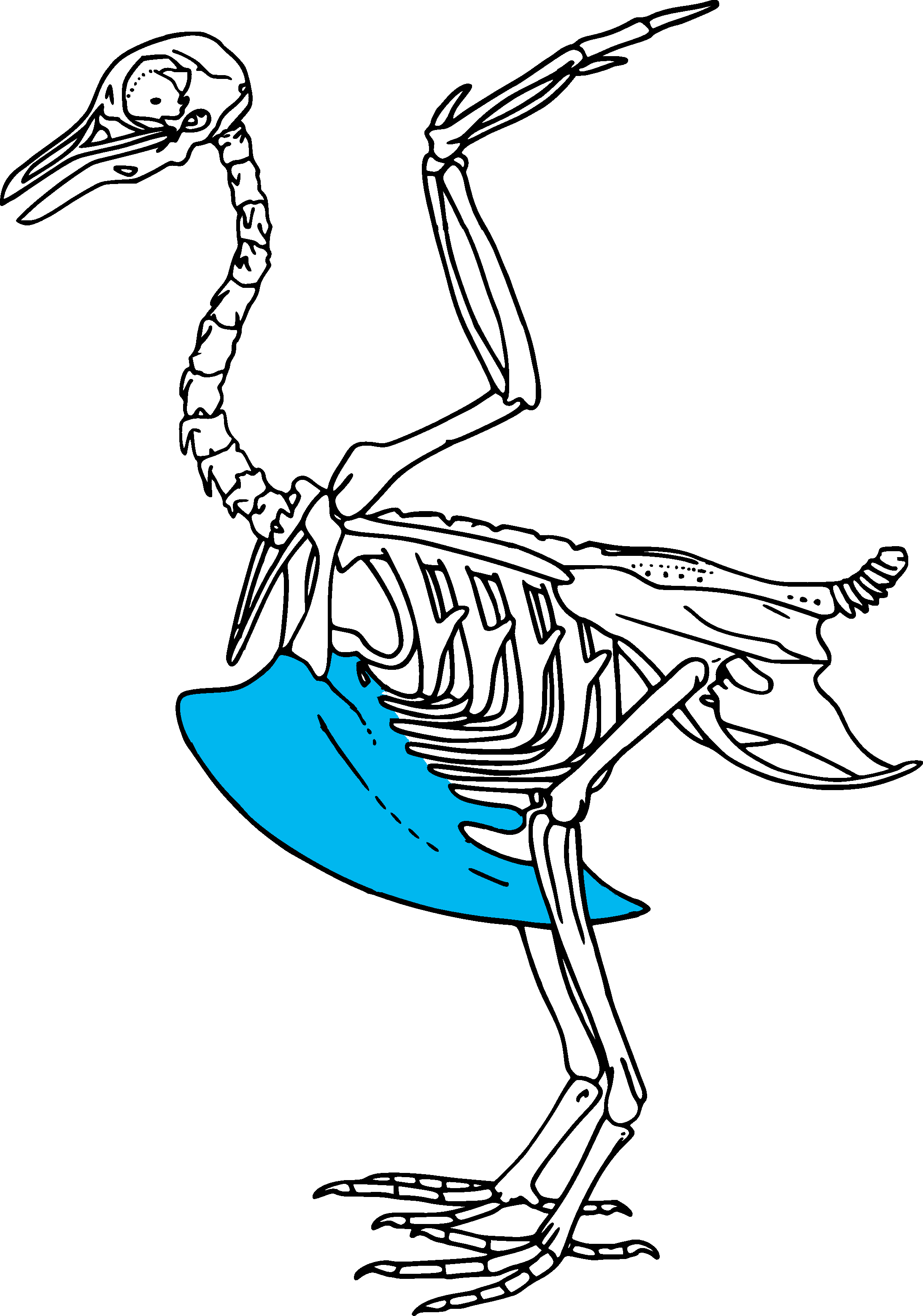
Киль (отмечен бирюзовым) на скелете голубя

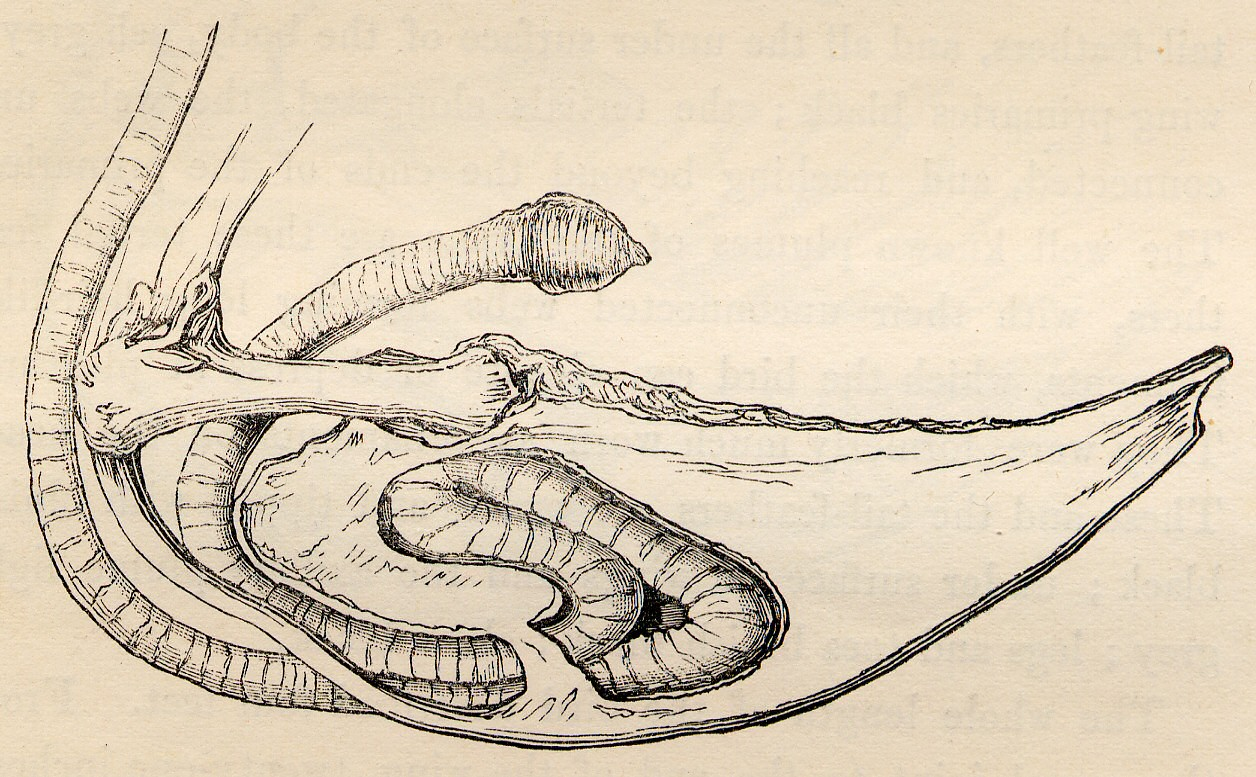
Изгибы трахеи внутри киля журавля (Уильям Яррелл, 1843)

Киль (лат. carina) — вырост грудины позвоночных животных, к которому прикрепляются сильно развитые грудные мышцы. Выгораживает пространство для этих мышц, предотвращая их сдавливание их же внешними слоями.
Как правило, хорошо развит у летающих животных (большинство птиц, рукокрылые, птерозавры), реже — у роющих (кроты). Отсутствует у нелетающих птиц (страусы, совиный попугай и другие).
У ранних птиц, даже крупных летающих форм (Sapeornis) киля не было; он возник только у группы Ornithothoraces, объединяющей современных и энанциорнисовых птиц, хотя встречается и у отдалённо родственных птицам альваресзаврид.
У птиц грудина с килем может быть самой большой костью. У лебедей и журавлиных в киль заходит трахея, укладываясь внутри него петлями. Предполагается, что это обеспечивает передачу звуковых вибраций от небольшого их источника — сиринкса — на большую кость — грудину, а от неё — на воздушные мешки.